# Vavaʻu

Vị trí ở huyện Vavaʻu ở Tonga

Vavaʻu là một cụm đảo với một đảo lớn (ʻUtu Vavaʻu) và 40 đảo nhỏ nằm ở Tonga. Đây là một phần của huyện Vavaʻu (bao gồm một số đảo khác nữa). Theo thần thoại, thần Maui tạo nên cả Tongatapu lẫn Vavaʻu. Vavaʻu đạt độ cao 204 mét (669 ft) trên mặt nước biển (đỉnh núi Talau). Thủ phủ là Neiafu, toạ lạc ở Port of Refuge (Puatalefusi or Lolo-ʻa-Halaevalu).

## Lịch sử

### Thần thoại
Theo thần thoại Polynesia, quần đảo này do Maui tạo nên khi ông câu phải đáy biển, kéo cần rồi để lại Vavaʻu trên mặt biển.

### Lịch sử ghi chép
Don Francisco Mourelle de la Rúa, thuyền trưởng chiếc frigate Princesa là người châu Âu đầu tiên đến Vavaʻu, vào ngày 4 tháng 3 năm 1781. Ông đặt cho Vavaʻu cái tên Martín de Mayorga, phó vương Tân Tây Ban Nha đương thời. James Cook đã biết về hòn đảo từ vài thập niên trước, song người dân tại Haʻapai khuyên ông đừng đến đó do không có cảng biển.
Mourelle tìm được một chỗ đậu tốt sau khi thất bại trong việc lên đảo Fonualei (Bitterness island) và Late, ông đặt cho chỗ đậu này cái tên Port of Refuge. Port of Refuge này không phải cái ngày nay, mà nằm ở bờ tây đảo chính, gần Longomapu. Năm 1793 Alessandro Malaspina ở trên đảo trong một đảo và tuyên bố chủ quyền đảo cho Tây Ban Nha.
Thuyền đánh bắt cá voi từng thường xuyên lui tới đây. Chiếc đầu tiên được ghi nhận là Fanny vào ngày 17 tháng 3 năm 1823, chiếc cuối là Robert Morrison vào tháng 7-9 năm 1883. Chúng đến để lấy nước, thức ăn, gỗ và đôi lúc còn tuyển mộ thuyền viên. Chúng góp phần kích thích thương mại trên quần đảo này.
Tuʻi Tonga George Tupou I ban hành bộ luật Vavaʻu vào năm 1839.

## Địa lý

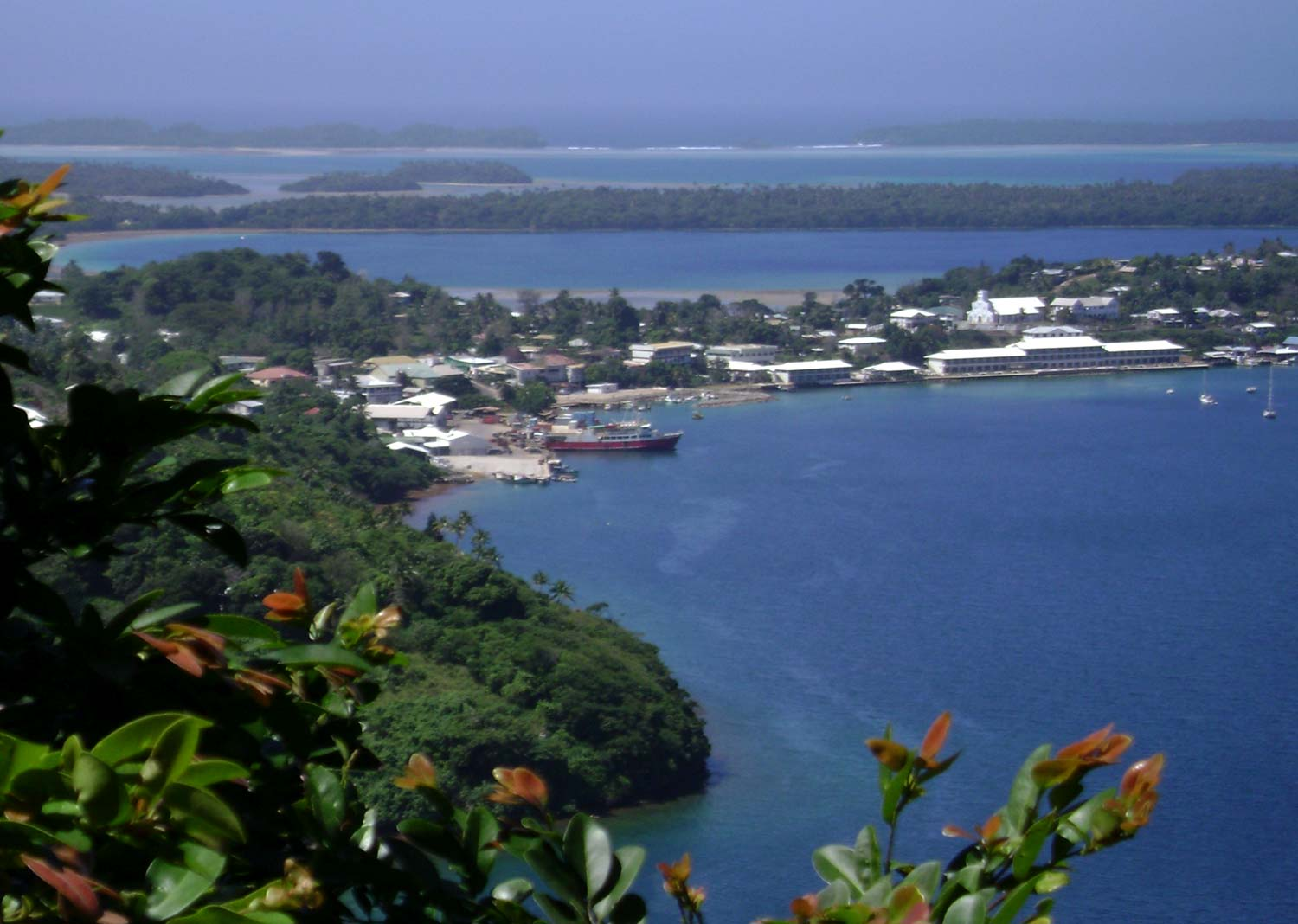
Neiafu (trái) và Fungamisi (giữa) bên cạnh Port of Refuge

Cụm Vavaʻu dài chừng 21 km theo chiều đông-tây, 25 km theo chiều bắc-nam. Vavaʻu có 14.922 dân theo thống kê 2001, trong đó 4.051 sống ở thủ phủ Neiafu. Những hòn đảo thuộc địa phận huyện Vavaʻu nhưng nằm ngoài cụm đảo Vavaʻu đều là đảo hoang. Đảo chính ’Utu Vava’u rộng 97 kilômét vuông (37 dặm vuông Anh), lớn thứ hai toàn Tonga.
’Utu Vava’u còn có ʻEneʻio, vườn bách đảo thảo duy nhất của Tonga.

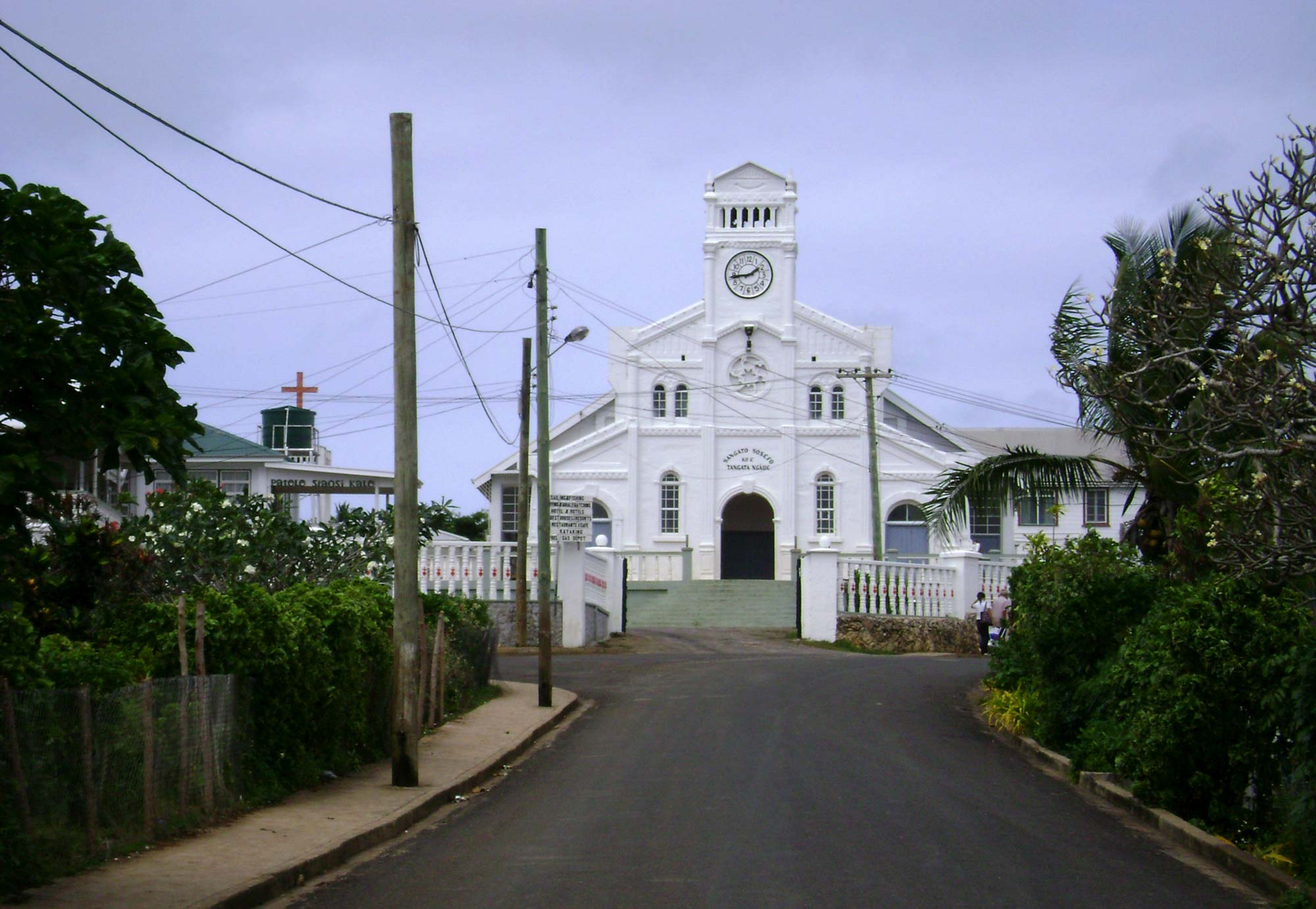
Nhà thờ Neiafu
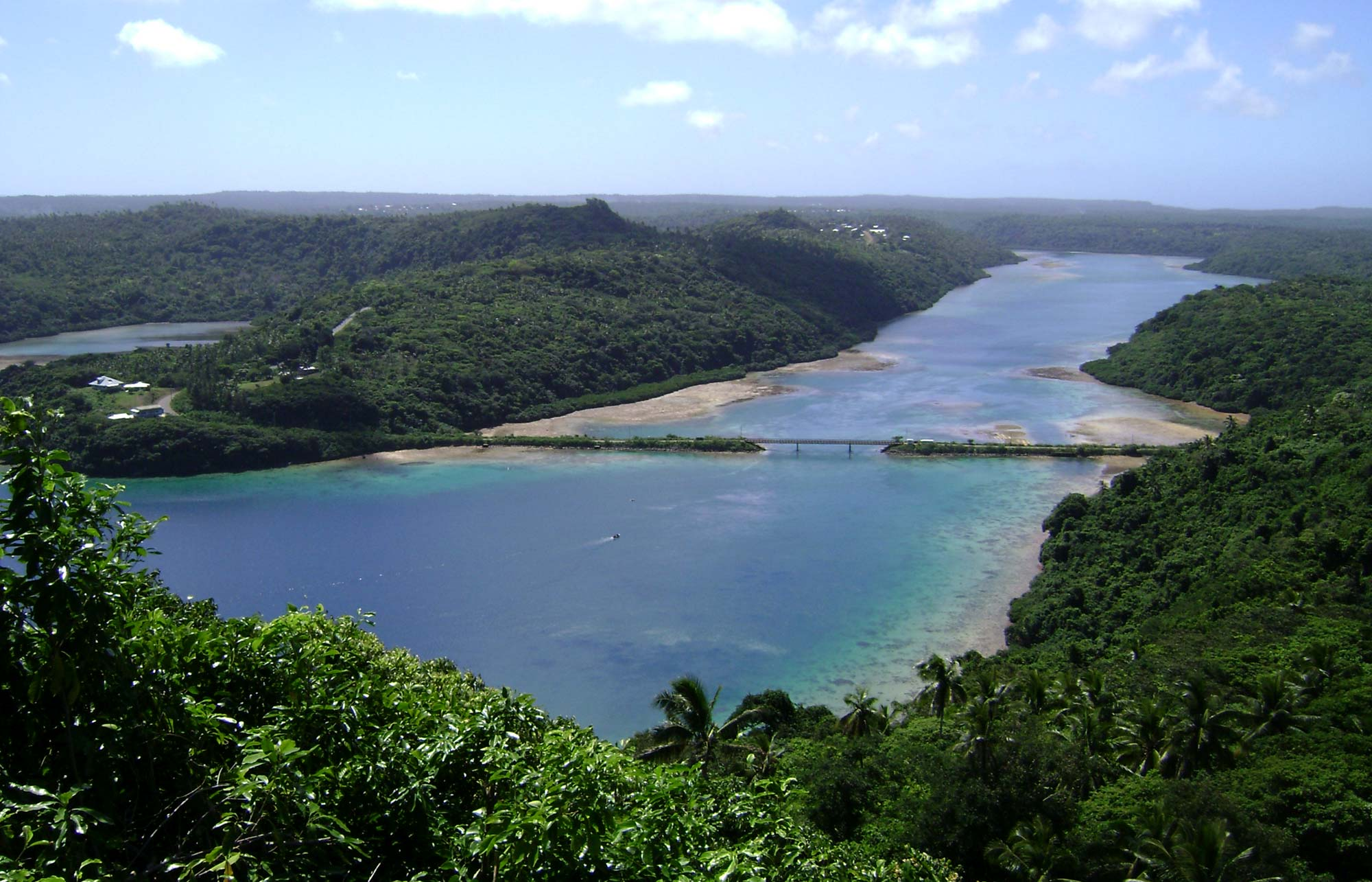
Cầu Vaipūua
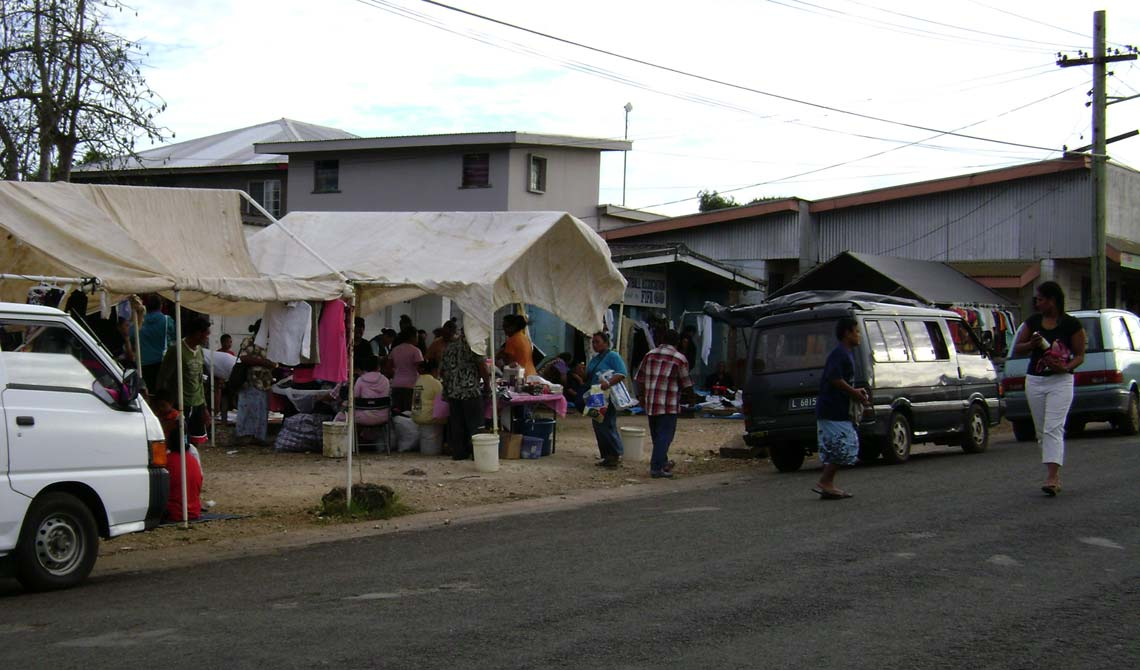
Chợ Neiafu

### Khí hậu
Vavaʻu có khí hậu ấm áp hơn hẳn phần còn lại của Tonga ngoại trừ Niuas, một cụm đảo còn xa hơn nữa về phía bắc. Nhờ nào khí hậu ấm áp, đất đai màu mở, Vavaʻu thích hợp cho việc trồng vani, đứa hay cây trồng nhiệt đới khác.